# پاکستان اویل‌فیلدز
پاکستان اویل‌فیلدز ({{lang-ur|تنصیباتِ تیل، پاکستان) شرکت نفت و گاز پاکستانی است، که در سال ۱۹۵۰ تأسیس شد.